# Медаль «За освобождение Праги»
Медаль «За освобождение Праги» учреждена Указом Президиума ВС СССР от 9 июня 1945 года. Авторы рисунка медали — художник А. И. Кузнецов и художница Скоржинская.

## Описание медали
Медаль «За освобождение Праги» изготовляется из латуни и имеет форму правильного круга диаметром 32 мм. На лицевой стороне вверху по окружности — надпись «ЗА ОСВОБОЖДЕНИЕ», под ней — надпись «ПРАГИ», внизу — изображение восходящего солнца и двух лавровых веточек, соединённых под пятиконечной звёздочкой. Лицевая сторона медали окаймлена бортиком. На оборотной стороне медали — дата освобождения Праги: «9 мая 1945», под датой — пятиконечная звёздочка. Все надписи и изображения на медали — выпуклые. Медаль при помощи ушка и кольца соединяется с пятиугольной колодкой, обтянутой сиреневой шёлковой муаровой лентой шириной 24 мм. Посередине ленты — синяя полоска шириной 8 мм.

## Положение о медали
Медалью «За освобождение Праги» награждаются военнослужащие Красной Армии, Военно-Морского Флота и войск НКВД — непосредственные участники героического штурма и освобождения Праги в период 3 — 9 мая 1945 года, а также организаторы и руководители боевых операций при освобождении этого города.
Вручение медали производится от имени Президиума Верховного Совета СССР на основании документов, удостоверяющих фактическое участие в освобождении Праги, выдаваемых командирами частей и начальниками военно-лечебных заведений.
Вручение производится:
лицам, находящимся в войсковых частях Красной Армии и Военно-Морского Флота, — командирами войсковых частей;
лицам, выбывшим из состава армии и флота, — областными, городскими и районными военными комиссарами по месту жительства награжденных.

## Правила ношения
Медаль «За освобождение Праги» носится на левой стороне груди и при наличии других медалей СССР располагается после медали «За освобождение Варшавы».
С 7 сентября 2010 года при ношении орденов СССР и медалей СССР, предназначенных для ношения на колодках, с орденами Российской Федерации и медалями Российской Федерации ордена СССР размещаются после орденов Российской Федерации, медали СССР — после медалей Российской Федерации.

## Награждённые
Медалью «За освобождение Праги» награждались военнослужащие Красной Армии, Военно-Морского Флота и войск НКВД — непосредственные участники Пражской операции в период 3—9 мая 1945 года, а также — организаторы и руководители боевых операций при освобождении этого города.
По состоянию на 1962 год медалью «За освобождение Праги» было награждено свыше 395 000 человек. Среди награждённых — 40 тыс. граждан Чехословакии.

## Иллюстрации
- Реверс медали
- Почтовая марка России, 2015 год